# Francesco Frattini
Francesco Frattini (Varese, 18 de gener de 1967) va ser un ciclista italià que fou professional entre el 1993 i el 2000. Durant la seva carrera professional aconseguí 5 etapes, destacant la Setmana Catalana de 1995.

## Palmarès
- 1991
  - 1r a la Milà-Rapallo
- 1995
  - 1r al Gran Premi de Frankfurt
  - 1r a la Setmana Catalana i vencedor d'una etapa
  - Vencedor d'una etapa de la Bicicleta Basca
- 1996
  - Vencedor d'una etapa de la Volta a Euskadi

### Resultats al Giro d'Itàlia
- 1995. 29è de la classificació general
- 1997. 71è de la classificació general

### Tour de França
- 1995. 77è de la classificació general
- 1996. 100è de la classificació general
- 1997. Abandona (14a etapa)
- 1998. 93è de la classificació general